# Tropiciel śladów
Tropiciel Śladów (ang. The Pathfinder, or The Inland Sea) – powieść przygodowa amerykańskiego pisarza Jamesa Fenimore’a Coopera. Trzecia z cyklu Pięcioksiąg przygód Sokolego Oka, wydana w 1840 roku. W Polsce po raz pierwszy ukazała się w 1928 roku.
Powieść była ekranizowana w 1969 w Niemczech, w 1973 w Wielkiej Brytanii, w 1973 w ZSRR, w 1993 na Węgrzech oraz w 1952 i 1996 w Stanach Zjednoczonych.

## Fabuła
Akcja powieści rozgrywa się w połowie XVIII wieku w kolonialnej jeszcze Ameryce, podczas wojny między Anglią i Francją, nad brzegami i na wodach jeziora Ontario. Niewielki oddział żołnierzy wysłany z angielskiego fortu, wspierany przez Natty Bumppo zwanego Tropicielem Śladów - doskonałego zwiadowcę i myśliwego, walczy ze sprzymierzonymi z Francją Irokezami. W czasie żeglugi po jeziorze, podczas podchodów i zasadzek plany walczących krzyżuje i splata tocząca się równocześnie rywalizacja kilku mężczyzn z wrogich sobie obozów o względy pięknej Mabel, córki angielskiego sierżanta. Opisywane wydarzenia obfitują w przykłady poświęcenia i podłości, lojalności i zdrady.
Książka zawiera rozbudowane opisy przyrody, zwłaszcza jeziora Ontario, które zdaje się być właściwym bohaterem powieści.